# Malin Craig
Malin Craig, född 5 augusti 1875 i Saint Joseph, Missouri, död 25 juli 1945 i Washington, D.C., var en amerikansk militär. Han var fyrstjärnig general och USA:s arméstabschef 1935–1939.
Craig utexaminerades från United States Military Academy 1898. Han deltog i första världskriget, slutligen som stabschef för US Third Army. Efter kriget var han bland annat chef för IX armékåren i kanalzonen i Panama. 1935 ersatte han Douglas MacArthur på posten som USA:s arméstabschef. Han efterträddes vid sin pensionering 1939 av George C. Marshall. Craig återkallades i tjänst 1941 och kvarstod däri fram till sin död 1945. Malin Craig är begravd på Arlingtonkyrkogården.